# Elek Jakab
Elek Jakab (n. 13 februarie 1820, Gălățeni, România – d. 22 iulie 1897, Budapesta, Austro-Ungaria) a fost un istoric maghiar, autorul unei istorii monumentale a orașului Cluj, lucrare a cărei traducere în română a început în anul 2017.
Elek Jakab a fost membru al Academiei Ungare de Științe și membru al ASTRA.

## Scrieri
- Kolozsvár története, vol. I–III, Budapest, 1870–1888
- A királyföldi viszonyok ismertetése, vol. I–II, Pest–Budapest, 1871–1876
- Der Kampf der Sachsen für die Überreste des Feudalwesens in Siebenbürgen, Budapest, 1874